# Mur-sur-Allier
Mur-sur-Allier est une commune nouvelle située dans le département du Puy-de-Dôme, en région Auvergne-Rhône-Alpes, créée le 1er janvier 2019. Elle est issue de la fusion des communes de Dallet et de Mezel.

## Géographie

### Localisation
Elle est située a une quinzaine de kilomètres de Clermont-Ferrand.
Les communes limitrophes sont Pont-du-Château, Vertaizon, Chauriat, Saint-Bonnet-lès-Allier, Pérignat-sur-Allier, Cournon-d'Auvergne et Lempdes.
| Lempdes            | Pont-du-Château     | Vertaizon               |
|                    | Mur-sur-Allier      | Chauriat                |
| Cournon-d'Auvergne | Pérignat-sur-Allier | Saint-Bonnet-lès-Allier |

### Climat
Pour des articles plus généraux, voir Climat d'Auvergne-Rhône-Alpes et Climat du Puy-de-Dôme.
En 2010, le climat de la commune est de type climat océanique dégradé des plaines du Centre et du Nord, selon une étude du Centre national de la recherche scientifique s'appuyant sur une série de données couvrant la période 1971-2000. En 2020, Météo-France publie une typologie des climats de la France métropolitaine dans laquelle la commune est exposée à un climat de montagne ou de marges de montagne et est dans la région climatique Nord-est du Massif Central, caractérisée par une pluviométrie annuelle de 800 à 1 200 mm, bien répartie dans l’année.
Pour la période 1971-2000, la température annuelle moyenne est de 11,6 °C, avec une amplitude thermique annuelle de 16,6 °C. Le cumul annuel moyen de précipitations est de 995 mm, avec 9,3 jours de précipitations en janvier et 7,1 jours en juillet. Pour la période 1991-2020, la température moyenne annuelle observée sur la station météorologique de Météo-France la plus proche, « Clermont-Ferrand », sur la commune de Clermont-Ferrand à 13 km à vol d'oiseau, est de 12,1 °C et le cumul annuel moyen de précipitations est de 563,4 mm,. Pour l'avenir, les paramètres climatiques de la commune estimés pour 2050 selon différents scénarios d'émission de gaz à effet de serre sont consultables sur un site dédié publié par Météo-France en novembre 2022.

## Urbanisme

### Typologie
Au 1er janvier 2024, Mur-sur-Allier est catégorisée ceinture urbaine, selon la nouvelle grille communale de densité à sept niveaux définie par l'Insee en 2022.
Elle appartient à l'unité urbaine de Mur-sur-Allier, une unité urbaine monocommunale constituant une ville isolée,. Par ailleurs la commune fait partie de l'aire d'attraction de Clermont-Ferrand, dont elle est une commune de la couronne,. Cette aire, qui regroupe 209 communes, est catégorisée dans les aires de 200 000 à moins de 700 000 habitants,.

## Toponymie
Elle est située au pied d'un volcan nommé Puy de Mur, d'où le nom de la commune, lié également à la proximité de l'Allier.

## Histoire
Résultant de la fusion des communes de Dallet et Mezel, la commune nouvelle de Mur-sur-Allier a pour origine un arrêté préfectoral en date du 26 octobre 2018, sa création est effective à partir du 1er janvier 2019, avec Mezel pour chef-lieu.

## Politique et administration

### Découpage territorial
La commune de Mur-sur-Allier est membre de la communauté de communes Billom Communauté, un établissement public de coopération intercommunale (EPCI) à fiscalité propre créé le 1er janvier 2017 dont le siège est à Billom. Ce dernier est par ailleurs membre d'autres groupements intercommunaux.
Sur le plan administratif, elle est rattachée à l'arrondissement de Clermont-Ferrand, à la circonscription administrative de l'État du Puy-de-Dôme et à la région Auvergne-Rhône-Alpes.
Sur le plan électoral, elle dépend du canton de Pont-du-Château pour l'élection des conseillers départementaux, depuis le redécoupage cantonal de 2014 entré en vigueur en 2015 (les deux communes déléguées faisaient partie de deux cantons différents : Pont-du-Château pour Dallet et Billom pour Mezel), et de la quatrième circonscription du Puy-de-Dôme pour les élections législatives, depuis le dernier découpage électoral de 2010 (les deux communes déléguées faisaient partie de deux circonscriptions différentes : 4e circonscription pour Mezel et 5e circonscription pour Dallet).

| Nom           | Code Insee | Intercommunalité     | Superficie (km2) | Population (dernière pop. légale) | Densité (hab./km2) |
| ------------- | ---------- | -------------------- | ---------------- | --------------------------------- | ------------------ |
| Mezel (siège) | 63226      | CC Billom Communauté | 8,4              | 1 932 (2016)                      | 230                |
| Dallet        | 63133      | CC Billom Communauté | 6,67             | 1 471 (2016)                      | 221                |

### Élections municipales et communautaires

#### Élections de 2020
Le conseil municipal de Mur-sur-Allier, commune de plus de 1 000 habitants, est élu au scrutin proportionnel de liste à deux tours (sans aucune modification possible de la liste), pour un mandat de six ans renouvelable. Compte tenu de la population communale, le nombre de sièges à pourvoir lors des élections municipales de 2020 est de 27. Les vingt-sept conseillers municipaux sont élus au second tour avec un taux de participation de 50,76 %, se répartissant en : vingt-et-un sièges issus de la liste de Jean Delaugerre et six sièges issus de la liste de François Rudel.
Les sept sièges attribués à la commune au sein du conseil communautaire de la communauté de communes Billom Communauté se répartissent en : six sièges issus de la liste de Jean Delaugerre et un siège issu de la liste de François Rudel.

#### Chronologie des maires
| Période       | Période                      | Identité        | Étiquette | Qualité |
| ------------- | ---------------------------- | --------------- | --------- | --- |
| janvier 2019  | juillet 2020                 | François Rudel  | PG        | Artiste sculpteur 3e vice-président de la CC Mur ès Allier (2014 → 2016) Maire délégué de Mezel (2019 → 2020)                     |
| juillet 2020  | décembre 2024                | Jean Delaugerre | SE-DVG    | Directeur des ressources humaines retraité 13e vice-président de Billom Communauté (2020 → ) Maire délégué de Mezel (2020 → 2024) |
| décembre 2024 | En cours (au 9 janvier 2025) | Vincent Mazin   | SE        | Chef d'équipe Maire délégué de Mezel (2024 → ) Élu maire à la suite d'une élection municipale partielle                           |

## Population et société

### Démographie
L'évolution du nombre d'habitants est connue à travers les recensements de la population effectués dans la commune depuis 2016. Pour les communes de moins de 10 000 habitants, une enquête de recensement portant sur toute la population est réalisée tous les cinq ans, les populations de référence des années intermédiaires étant quant à elles estimées par interpolation ou extrapolation. Pour la commune, le premier recensement exhaustif entrant dans le cadre du nouveau dispositif a été réalisé en 2016.

En 2022, la commune comptait 3 102 habitants, en évolution de −8,85 % par rapport à 2016 (Puy-de-Dôme : +2,1 %, France hors Mayotte : +2,11 %).
| 2016  | 2021  | 2022  |
| ----- | ----- | ----- |
| 3 403 | 3 208 | 3 102 |